# Lutine (Schiff, 1779)
Die Lutine war eine französische Fregatte, die 1793 von der Royal Navy erbeutet wurde und 1799 sank. Bekannt ist sie bis heute vor allem durch ihre Schiffsglocke, die 1858 geborgen wurde und bis heute im Hauptsitz von Lloyd’s of London aufgehängt ist.

## Geschichte

### Frankreich
Die Lutine wurde ursprünglich von der französischen Marine am 23. Oktober 1778 als vierte Einheit von insgesamt zwölf Fregatten der Magicienne-Klasse bei einer Werft in Toulon geordert und dort im März 1779 auf Kiel gelegt. Der Stapellauf der 32-Kanonen-Schiffe fand am 11. September 1779 statt, die Indienststellung folgte im November desselben Jahres.
Im Verlauf der Französischen Revolution wurde die Stadt Toulon mit den Hafen- und Werftanlagen am 27. September 1793 durch Girondisten und Royalisten an die Engländer übergeben. Nach einer sechswöchigen Belagerung durch französische Revolutionstruppen übergaben französische Royalisten die Lutine am 18. Dezember, zusammen mit fünfzehn anderen Schiffen, an den Vice Admiral Lord Hood, bevor Toulon am folgenden Tag zurückerobert wurde.

### Großbritannien

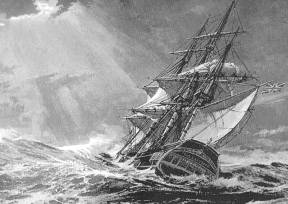
Die Lutine im Unwetter

Die Briten stellten das Schiff daraufhin als Lutine in Dienst und ließen es 1795 zur Fregatte mit 38 Kanonen umbauen. Als solches diente sie danach in der Nordsee und war unter anderem an der Blockade Amsterdams beteiligt. Im Oktober 1799 befand sich die Lutine unter dem Kommando des Royal Navy Captain Lancelot Skynner auf einer Reise von Great Yarmouth nach Cuxhaven. Das Schiff strandete am 9. Oktober während eines starken Nordweststurms auf einer Sandbank vor Terschelling und ging mit seiner Gold- und Silberladung verloren. Bei dem Unglück kamen etwa 240 Seeleute zu Tode, nur ein Mann überlebte.
Am Tag nach dem Unglück berichtete der Befehlshaber der beiden vor Vlieland stationierten britischen Schiffe Arrow und Wolverine, Commander Nathaniel Portlock an die Admiralität in London:
| Sir, It is with extreme pain that I have to state to you the melancholy fate of H.M.S. Lutine, which ship ran on to the outer bank of the Fly Island passage on the night of the 9th inst. in a heavy gale of wind from the NNW, and I am much afraid the crew with the exception of one man, who was saved on a part of the wreck, have perished. This man, when taken up, was almost exhausted. He is at present tolerably recovered, and relates that the Lutine left Yarmouth Roads on the morning of the 9th inst. bound for the Texel, and that she had on board a considerable quantity of money. The wind blowing strong from the NNW, and the lee tide coming on, rendered it impossible with Schowts or other boats to go out to aid her until daylight in the morning, and at that time nothing was to be seen but parts of the wreck. I shall use every endeavour to save what I can from the wreck, but from the situation she is lying in, I am afraid little will be recovered | Sir, mit tiefstem Bedauern muss ich Ihnen das traurige Schicksal der Lutine melden, die am 9. dieses Monats in einem schweren NNW-Sturm auf die äußere Bank der Durchfahrt vor Vlieland gelaufen ist, und ich fürchte sehr, dass ihre Mannschaft bis auf einen einzigen Mann, der sich auf einem Wrackteil retten konnte, umgekommen ist. Dieser Mann befand sich, als er geborgen wurde, in einem Zustand fast völliger Erschöpfung. Er ist nun hinreichend erholt und berichtet, dass die Lutine die Reede von Yarmouth am 9. dieses Monats mit Kurs auf Texel verlassen hat, und dass sie eine beträchtliche Menge Geld an Bord hatte. Der starke Wind aus NNW und die mit dem Wind auflaufende Flut machten es bis Tagesanbruch unmöglich, ihr mit Schuiten oder anderen Booten zu Hilfe zu eilen, und um diese Zeit waren nur noch Teile des Wracks zu sehen. Ich werde jede Anstrengung unternehmen, um aus dem Wrack zu retten, was ich kann, aber aufgrund der Lage, in der sich das Schiff befindet, fürchte ich, dass sich nur wenig bergen lassen wird. |

Nach dem Unglück wurden drei Offiziere, darunter Captain Skynner, auf dem Friedhof einer Vlielander Kirche begraben, etwa 200 weitere Opfer fanden ihre letzte Ruhe in einem nicht gekennzeichneten Massengrab nahe dem Brandaris-Leuchtturm auf Terschelling. Ein See auf Terschelling ist bis heute als „Doodemanskisten“ (zu deutsch, Sarg/Särge), bekannt, angeblich, weil das Holz für die benötigten Särge aus dieser Gegend stammte. Eine weitere Erklärung könnte eine Abwandlung von „d’Earmeskisten“ für „Armeleutegrab“ sein.

## Das Wrack derLutine
Die Lutine strandete im heute nicht mehr vorhandenen Ijzergat, einem kleinen Durchlass zwischen den Inseln Vlieland und Terschelling. Das als Vlie bekannte Seegebiet liegt voller wechselnder Sandbänke und Untiefen und war für seine starken Strömungen berüchtigt.
Unmittelbar nach der Strandung begann das Wrack der Lutine zu versanden, was die Bergungsbemühungen ab 1804 schließlich unmöglich machte. Durch Zufall entdeckte man 1857 das durch die Strömung freigelegte Wrack, welches aber schon 1859 wieder komplett versandet war.

## Die Ladung
Die Ladung der Lutine bestand aus Gold und Silber in Form von Barren und Münzen im damaligen Wert von 1,2 Millionen Pfund. Die Angaben zum Wert der Ladung beruhen auf einer Schätzung Lloyd’s von 1858, da die Originalunterlagen 1838 bei einem Brand zerstört wurden. Laut einem unbestätigten Zeitungsbericht von 1869 waren auch holländische Kronjuwelen mit an Bord. Die Ladung war dazu bestimmt, die Liquidität mehrerer Hamburger Bankhäuser zu sichern und einen drohenden Einbruch der Börse zu verhindern. Die Ladung war bei Lloyd’s of London versichert, welche den Schaden zur Gänze beglich und so zum Eigner der Ladung wurde.
Das Fehlen der für Hamburg bestimmten Goldladung löste dort genau die Krise aus, die es eigentlich hätte verhindern sollen.
Das Gold war in einfachen Holzfässern mit dünnen Eisenreifen, das Silber in Fässern mit Holzreifen verstaut. Innerhalb eines Jahres nach der Strandung waren Wrack und Ladung größtenteils zerschlagen.

## Die Bergungsversuche
Sowohl die britische Admiralität als Schiffseigner, die Underwriters von Lloyd’s, denen die Ladung durch Abandon zufiel, als auch die Holländische Regierung, welche sich im Krieg mit Großbritannien befand und das Wrack als Beute ansah, unternahmen Anstrengungen zur Bergung der wertvollen Ladung.
Captain Portlock erhielt am 29. Oktober eine Anweisung der britischen Admiralität, die Ladung zugunsten der rechtmäßigen Eigentümer zu bergen (for the benefit of the persons to whom it belongs). Darüber hinaus sandte auch Lloyd’s eigene Agenten, um einen Überblick über das Wrack zu gewinnen. Als dritte beteiligte Partei wurde von holländischer Seite F.P.Robbé aus Terschelling im Dezember mit der Bergung beauftragt. Alle Beteiligten mussten sich jedoch mit Schwierigkeiten aufgrund der ungünstigen Jahreszeit und der Lage des Wracks in damals etwa 7,5 m Wassertiefe auseinandersetzen.
1821 befasste sich Robbés Nachfolger auf Terschelling, Pierre Eschauzier mit einer Petition an König Wilhelm I. und erlangte per königlichem Dekret das Recht auf die Bergung der Ladung der Lutine, von der er im Erfolgsfall die Hälfte des Geborgenen an die Holländische Krone abzutreten hätte. Eschauziers Versuche nötigten wiederum Lloyd’s, die britische Regierung auf eine Verteidigung ihrer Rechte am Wrack der Lutine zu drängen. In der Folge der britischen Bemühungen gab Wilhelm I 1823 ein Folgedekret heraus, in dem er König Georg von England das Recht an der Ladung als Beweis der freundlichen Gesinnung abtrat, ein Recht Großbritanniens am Wrack jedoch bestritt. Dieses Recht an der Ladung wurde daraufhin wieder an Lloyd’s abgetreten.
Im August 1800 barg Robbé ein Fass mit sieben, insgesamt 37 kg schweren, Goldbarren und einer kleinen Truhe mit 4.606 spanischen Piastern. Am 4. und 5. September wurden weitere, teils eingeschlagene Fässchen mit zwölf Barren Gold geborgen. Obwohl das Jahr 1800 mit einigen weiteren kleinen Funden zum erfolgreichsten aller Bergeversuche wurde, reichte der geborgene Gegenwert von 3241 Gulden nicht, auch nur die Bergekosten zu decken. Im folgenden Jahr wurden zwar noch einige Funde gemacht, der Zustand des zunehmend versandenden Wracks machte weitere Bergeversuche aber zunichte. Bis 1804 berichtete Robbé, das die Bergung in dem Teil des Schiffes, in dem man bisher gewöhnlich Teile der wertvollen Ladung gefunden hatte, inzwischen unmöglich geworden war, da er von einem großen Teil der Schiffsseite bedeckt wurde, der vorher noch in einem günstigeren Winkel stand. 1814 erhielt Pierre Eschauzier 300 Gulden vom Holländischen König für seine Bergungsarbeiten und fand noch 8 Louis d’or und 7 spanische Piaster im Wrack der Lutine. Im Jahr 1821 gründete Eschauzier ein Konsortium, um weitere Bergungsversuche mit einer britisch bemannten Tauchglocke zu unternehmen. Aber Mr. Rennie, der beteiligte Ingenieur, starb im selben Jahr. Ende Juni des folgenden Jahres kam zwar die Tauchglocke an; die Bemühungen wurden aber vom beständig schlechten Wetter und der Versandung des Wracks zunichtegemacht. Zu diesem Zeitpunkt befand sich das Wrack schon etwa einen Meter unter dem Sand. Obwohl bis 1829 noch weitere Versuche unternommen wurden, brachten diese nahezu nichts mehr zutage, so dass die Tauchglocke schließlich an die Holländische Marine veräußert wurde.
Als die Sandbank, welche die Lutine umschloss, 1835 kleiner wurde und südwärts wanderte, ergab sich wieder eine Wassertiefe von 9–10 m. Es wurden daraufhin noch einige halbherzige Bergungsversuche unternommen. Auch weitere Versuche, Kapital für eine Fortführung zusammenzubringen, wurden noch gemacht, diese waren aber letztlich größtenteils erfolglos.
Im Jahr 1857 entdeckte man, dass sich ein Fahrwasser direkt über der Goudplaat Sandbank, in der die Lutine verborgen war, gebildet hatte. Das Wrack war hierdurch zwar weitestgehend freigelegt, aber auch tiefer eingesunken, so dass Steven, Heck und Seiten des Schiffes verschwunden waren und nur noch Kiel, Kielschwein und einige Spanten des Rumpfes übriggeblieben waren. Unmittelbar darauf begann man wieder mit Bergungsarbeiten, die mit Helmtauchern (helmduikers) und Glockentauchern (klokduikers), vorgenommen wurden, wobei Letztere als Holländische Taucher (Hollandsche Duiker) bezeichnet wurden. Während dieses Zeitraums zeigten auch zahlreiche andere Parteien ihr Interesse, was die Regierung veranlasste, ein Kanonenboot in diesem Gebiet zu stationieren. In dieser Zeit wurde Ladung im Wert von etwa 20.000 Gulden geborgen. Die Bergeversuche des Jahres 1858 waren wiederum durch widrige Wetterbedingungen behindert und förderten 32 Goldbarren und 66 Silberbarren zutage. Im Laufe des Jahres 1859 wurde offensichtlich, dass die gesuchte Ladung im hinteren Teil der Lutine verstaut gewesen war. Das Heckteil lag auf der Seite, mit Backbord im Sand begraben und mit der Steuerbordseite nach oben zeigend und gab vier Goldbarren, einen Silberbarren und über 3500 Piaster frei. Bis 1860 war das Wrack auf etwa 14 Meter Wassertiefe gesunken, was die Anzahl der Bergeversuche reduzierte. Trotzdem wurde in den vier Jahren Ladung im Wert einer halben Million Gulden geborgen, darunter 41 Goldbarren, 64 Silberbarren und 15.350 verschiedene Münzen. Das Bergungskonsortium konnte mit 136 % Rendite aufwarten. Bis 1863 war das Wrack wieder eingesandet.
Willem Hendrik ter Meulen, ein Erfinder, kündigte 1867 einen weiteren Bergungsversuch mittels eines Sandbohrers (zandboor) an, einer Vorrichtung, welche Wasser in das sandige Seebett drücken sollte, um dort einen Weg für einen Helmtaucher zu schaffen und unterschrieb zunächst einen ersten Dreijahresvertrag, verlängerte diesen um weitere drei Jahre, um schließlich einen Vertrag über weitere zwanzig Jahre abzuschließen. Der Plan war, bei einer Wassertiefe von sieben Metern, den Sand mit der Vorrichtung um das gleiche Maß auszuheben, um an das Wrack zu gelangen. Ter Meulen kaufte hierzu den stählernen Raddampfschlepper Antagonist mit 50 PS. Dessen Maschine wurde so umgebaut, dass man sie vom Schaufelradantrieb abkoppeln und eine Art Kreiselpumpe antreiben konnte, die bis zu 21,5 Kubikmeter Wasser in der Minute lieferte. Versuche zeigten aber, dass ganze 1,5 Kubikmeter Wasser ausreichten, um den Sandbohrer innerhalb weniger Minuten bis zum Wrack vordringen zu lassen. Auch die erzeugten Hohlräume mit dem Taucher darin brachen nicht zusammen. Unglücklicherweise blieb die Lutine in den nächsten Jahren stark versandet mit Wassertiefen von 2 bis 5 Metern (1868 und 1884). Ter Meulen stellte auch die Position des Wracks von 53° 21′ 34″ N, 5° 4′ 41,8″ O fest.

## Die Schiffsglocke und andere geborgene Teile derLutine

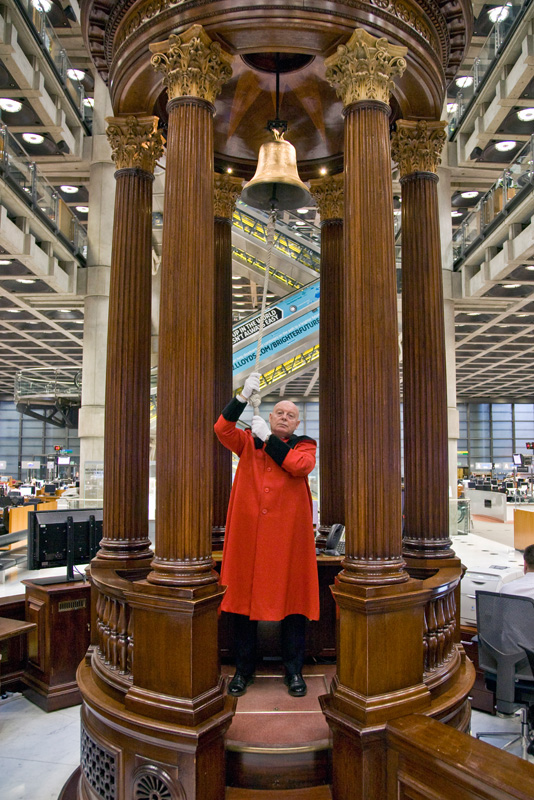
Schiffsglocke der Lutine im Underwriting Room

Die Schiffsglocke der Lutine wurde am 17. Juli 1858 geborgen und hängt seit diesem Jahr, angebracht auf einem erhöhten Podest des sogenannten Underwriting Room, bei der Schiffsversicherungsgesellschaft Lloyd’s.
Auf der 48 kg schweren Glocke befindet sich interessanterweise nicht der Name der Lutine, sondern die Inschrift "ST. JEAN - 1779". Dieser Widerspruch ist bisher nicht aufgeklärt worden.
Traditionell wurde die Glocke früher einmal angeschlagen, wenn ein Schiff verloren gegangen war, und zweimal, wenn ein verloren geglaubtes Schiff wiederauftauchte. Dies wurde ursprünglich gemacht, damit alle im Raum anwesenden Underwriter und Broker gleichzeitig auf die Nachricht aufmerksam gemacht wurden. Da die Glocke im Laufe der Jahre einen Riss erhielt, wird dies heute nicht mehr praktiziert. Den letzten Schiffsverlust kündigte die Glocke 1979 an, die letzte Wiederkehr eines Schiffes machte sie 1989 bekannt.
Während des Zweiten Weltkriegs wurde in der Radiopropaganda Lord Haw-Haw's behauptet, die Glocke würde unablässig geläutet, da die Alliierten so viele Schiffe in der Atlantikschlacht verlören, tatsächlich wurde sie nur ein einziges Mal beim Untergang des Schlachtschiffs Bismarck angeschlagen.
Heute läutet die Glocke nur noch zu besonderen Anlässen, so beim Tod eines Mitglieds der britischen Königsfamilie, oder bei Katastrophen internationalen Ausmaßes, wie den Terroranschlägen des 11. Septembers 2001 oder der Tsunamikatastrophe im Jahr 2004.
Ein weiterer Anlass ist das jährliche Ein- und Abläuten der zwei Schweigeminuten am Remembrance Day.
Die vier bisherigen Aufhängeorte bzw. Underwriting Rooms der Glocke waren:
- 1858–1928 Die Royal Exchange
- 1928–1958 Das Lloyd’s-Gebäude in der Leadenhall Street
- 1958–1986 Der erste Lloyd’s of London-Hauptsitz in der Lime Street
- Seit 1986 Das heutige Lloyd’s of London-Gebäude in der Lime Street

Am 18. September 1858 wurde das Ruder der Lutine geborgen. Daraus entstanden ein Stuhl und ein Tisch, die früher im Lloyd’s Writing Room standen und dort vom Vorsitzenden der Jahreshauptversammlung benutzt wurden. Heute stehen sie in der Old Library des Lloyd’s building.
1886 barg man eine Kanone, welche Lloyd’s an Königin Victoria verschenkte. Die Kanone wird bis heute in Windsor Castle ausgestellt. Eine weitere Kanone gab man an die City of London Corporation weiter, die sie im damaligen Londoner Rathaus Guildhall ausstellte. Eine dritte Kanone gab Lloyd’s einem Sportclub in Essex. Weitere Kanonen der Lutine befinden sich im Amsterdamer Stedelijk Museum und mindestens vier auf Terschelling.
Die beiden vorderen, jeweils 3,9 Tonnen schweren, Anker wurden ebenfalls geborgen und werden seit 1913 in Amsterdam gezeigt. Es gab bei Lloyd’s Überlegungen, die beiden Anker statt der Statue von Sir Robert Peel als Denkmal hinter der Royal Exchange anzubringen, der Gedanke wurde aber fallengelassen und nur die hölzernen, mit Lutine beschrifteten Ankerstöcke zu Lloyd’s gebracht.

## Der Lloyd’s Act von 1871
Die Präambel des Lloyd’s Act von 1871 gibt einen kurzen Abriss der Geschichte des Verlusts und der Bergungsversuche der Lutine:

“And whereas in or about the year 1799 a vessel of war of the Royal Navy, named the Lutine, was wrecked on the coast of Holland with a considerable amount of specie on board, insured by underwriters at Lloyd’s, being members of the Society, and others, and Holland being then at war with this country the vessel and cargo were captured, and some years afterwards the King of the Netherlands authorized certain undertakers to attempt the further salvage of the cargo on the conditions (among others) that they should pay all expenses, and that one half of all that should be recovered should belong to them, and that the other half should go to the Government of the Netherlands, and subsequently the King of the Netherlands ceded to King George the Fourth on behalf of the Society of Lloyd’s, the share in the cargo which had been so reserved to the Government of the Netherlands:
And whereas from time to time operations of salving from the wreck of the Lutine have been carried on, and a portion of the sum recovered, amounting to about twenty-five thousand pounds, is by virtue of the cession aforesaid in the custody or under the control of the Committee for managing the affairs of Lloyd’s: […]
And whereas it is expedient that the operations of salving from the wreck of the Lutine be continued, and that provision be made for the application in that behalf, as far as may be requisite, of money that may hereafter be received from those operations, and for the application to public or other purposes of the aforesaid sum of twenty-five thousand pounds, and of the unclaimed residue of money to be hereafter received as aforesaid […]”

Die Aufteilung des Eigentums am bisher nicht geborgenen Gold zwischen den per Dekret bestimmten Bergern (decretal salvors) und der Versicherungsgesellschaft Lloyd’s wird auf Seite 35 des Lloyd’s Act, 1871, bestimmt:

“Salvage operations as to wreck of Lutine
The Society may from time to time do or join in doing all such lawful things as they think expedient with a view to further salving from the wreck of the Lutine, and hold, receive, and apply for that purpose so much of the money to be received by means of salving therefrom as they from time to time think fit, and the nett money produced thereby, and the said sum of twenty-five thousand pounds, shall be applied for purposes connected with shipping or marine insurance, according to a scheme to be prepared by the Society, and confirmed by Order of Her Majesty in Council, on the recommendation of the Board of Trade, after or subject to such public notice to claimants of any part of the money aforesaid to come in, and such investigation of claims, and any such barring of claims not made or not proved, and such reservation of rights (if any), as the Board of Trade think fit.”